# Goljam Porovets
Goljam Porovets (bulgariska: Голям Поровец) är ett distrikt i Bulgarien.   Det ligger i kommunen Obsjtina Isperich och regionen Razgrad, i den nordöstra delen av landet, 300 km öster om huvudstaden Sofia.
Trakten runt Goljam Porovets består till största delen av jordbruksmark. Runt Goljam Porovets är det ganska glesbefolkat, med 38 invånare per kvadratkilometer.